# 赤南镇
赤南镇，是中华人民共和国陕西省汉中市镇巴县下辖的一个乡镇级行政单位。

## 行政区划
赤南镇下辖以下地区：
长滩村、经堂坪村、庙子坝村、袁家坝村、坪落村、青树村、月日坪村、姚家坝村、梅坡村、余家河村、长龙坪村和雌鸡岭村。